# Маунтфорд, Лори
Ло́ри Энн Ма́унтфорд (англ. Lori Ann Mountford; род. 31 июля 1959, Портидж, Висконсин) — американская кёрлингистка.
В составе женской сборной США участница зимних Олимпийских игр 1998 года. Также участвовала в зимних Олимпийских играх 1988 года, где кёрлинг был демонстрационным видом спорта.

## Достижения
- Чемпионат мира по кёрлингу среди женщин: серебро (1992, 1996).
- Чемпионат США по кёрлингу среди женщин: золото (1992, 1995, 1996), серебро (1991, 1994)[2].
- Американский олимпийский отбор по кёрлингу: золото (1987, 1997).
- Чемпионат США по кёрлингу среди смешанных команд: золото (1993).
- Лучшая кёрлингистка года в США (англ. USA Curling Female Athlete of the Year): 1991.
- В 2016 введена в Зал славы Ассоциации кёрлинга США (англ. United States Curling Association Hall of Fame[англ.]).

## Команды
| Сезон                                          | Четвёртый      | Третий          | Второй         | Первый         | Запасной                         | Турниры                        |
| ---------------------------------------------- | -------------- | --------------- | -------------- | -------------- | -------------------------------- | ------------------------------ |
| 1986—87                                        | Лиза Шёнеберг  | Карла Каспер    | Лори Маунтфорд | Эрика Браун    |                                  | АООК 1987                      |
| 1987—88                                        | Лиза Шёнеберг  | Эрика Браун     | Карла Каспер   | Лори Маунтфорд |                                  | ЗОИ 1988 (демо) (5 место)      |
| 1990—91                                        | Лиза Шёнеберг  | Лори Маунтфорд  | ?              | ?              |                                  | ЧСШАЖ 1991                     |
| 1991—92                                        | Лиза Шёнеберг  | Эми Хэттен-Райт | Лори Маунтфорд | Джилл Джонс    |                                  | ЧСШАЖ 1992 · ЧМ 1992           |
| 1993—94                                        | Лиза Шёнеберг  | Лори Маунтфорд  | ?              | ?              |                                  | ЧСШАЖ 1994                     |
| 1994—95                                        | Лиза Шёнеберг  | Эрика Браун     | Лори Маунтфорд | Марсия Тиллиш  | Эллисон Дарра                    | ЧСШАЖ 1995 · ЧМ 1995 (6 место) |
| 1995—96                                        | Лиза Шёнеберг  | Эрика Браун     | Лори Маунтфорд | Эллисон Дарра  | Дебби Генри                      | ЧСШАЖ 1996 · ЧМ 1996           |
| 1996—97                                        | Лиза Шёнеберг  | Эрика Браун     | Дебби Генри    | Лори Маунтфорд |                                  | АООК 1997                      |
| 1997—98                                        | Лиза Шёнеберг  | Эрика Браун     | Дебби Генри    | Лори Маунтфорд | Стейси Лиапис тренер: Стив Браун | ЗОИ 1998 (5 место)             |
| 2013—14                                        | Лори Маунтфорд | Kathy Pielage   | Cyntia Godar   | Beth Lepping   |                                  | ЧСШАВ 2014 (4 место)           |
| Кёрлинг среди смешанных команд (mixed curling) |                |                 |                |                |                                  |                                |
| 1992—93                                        | Джефф Гудленд  | Лори Маунтфорд  | Cal Tillisch   | Марсия Тиллиш  |                                  | ЧСШАСК 1993                    |

(скипы выделены полужирным шрифтом)